# سامانه پرداخت بین‌بانکی فرامرزی
سامانه پرداخت بین‌بانکی فرامرزی (به انگلیسی: Cross-border Interbank Payment System) به‌طور خلاصه CIPS یک سیستم پرداخت چینی است که خدمات تسویه حساب را برای شرکت‌کنندگان خود در پرداخت‌ها و تجارت فرامرزی به یوآن چین ارائه می‌دهد. CIPS تحت حمایت بانک مرکزی چین است و در سال ۲۰۱۵ به عنوان بخشی از سیاست‌های بین‌المللی‌سازی استفاده از ارز چین راه‌اندازی شد.
در سال ۲۰۲۲، CIPS حدود ۹۶٫۷ تریلیون یوان (۱۴٫۰۳ تریلیون دلار) را پردازش کرده و حدود ۱۴۲۷ مؤسسه مالی در ۱۰۹ کشور و منطقه به این سیستم متصل بودند.
در سال ۲۰۲۳، CIPS مقدار ۶٫۶۱۳۳ میلیون تراکنش را به ارزش ۱۲۳٫۰۶ تریلیون یوان (۱۷٫۰۹ تریلیون دلار) پردازش کرد که نسبت به سال گذشته به ترتیب ۵۰٫۲۹ درصد و ۲۷٫۲۷ درصد افزایش داشته است. به‌صورت روزانه، این سیستم ۲۵٬۹۰۰ تراکنش به ارزش ۴۸۲٫۶۰۲ میلیارد یوان (۶۷٫۰۲۸ میلیارد دلار) پردازش کرد.
تا جولای ۲۰۲۴، CIPS دارای ۱۵۰ شرکت‌کننده مستقیم و ۱۴۰۱ شرکت‌کننده غیرمستقیم است. از بین شرکت‌کنندگان غیرمستقیم، ۱۰۴۷ شرکت‌کننده از آسیا (شامل ۵۶۵ شرکت‌کننده از سرزمین اصلی چین)، ۲۳۹ شرکت‌کننده از اروپا، ۵۲ شرکت‌کننده از آفریقا، ۲۴ شرکت‌کننده از آمریکای شمالی، ۲۲ شرکت‌کننده از اقیانوسیه، و ۱۷ شرکت‌کننده از آمریکای جنوبی هستند.
شرکت‌کنندگان CIPS در ۱۱۷ کشور و منطقه در سراسر جهان مستقر هستند. فعالیت‌های تجاری این سامانه بیش از ۴٬۷۰۰ مؤسسه بانکی در ۱۸۴ کشور و منطقه در سراسر جهان را پوشش می‌دهد.

## تاریخچه
در سال ۲۰۱۲، بانک مرکزی چین ساخت فاز اول سامانه پرداخت بین‌بانکی فرامرزی (CIPS) را آغاز کرد. در ۸ اکتبر ۲۰۱۵، فاز اول CIPS با ۱۹ شرکت‌کننده مستقیم و ۱۷۶ شرکت‌کننده غیرمستقیم از ۵۰ کشور و منطقه در ۶ قاره به بهره‌برداری رسید. راه‌اندازی CIPS یکی دیگر از نقاط عطف مهم در ساخت زیرساخت‌های بازار مالی چین بود که نشان‌دهنده پیشرفت حیاتی در توسعه سیستم پرداخت مدرن چین بود که پرداخت‌های داخلی و بین‌المللی یوآن را یکپارچه کرد. CIPS به‌طور قابل توجهی به ورود رسمی یوان به سبد حق برداشت ویژه (به انگلیسی: Special drawing rights) یا SDR کمک کرد.
در مارس ۲۰۱۶، سوئیفت و CIPS یک تفاهم‌نامه امضا کردند. با توجه به این که CIPS استاندارد ایزو ۲۰۰۲۲ را برای سیستم پرداخت خود پذیرفته بود، سوئیفت نیز فرایند پیاده‌سازی این استاندارد را که امکان استفاده از کاراکترهای چینی را فراهم می‌کند، به همراه قابلیت‌های محتوای غنی‌تر، طی کرد.
در سپتامبر ۲۰۱۷، به عنوان بخشی از تفاهم‌نامه امضا شده بین سوئیفت و CIPS، داده‌های مرجع که نشان‌دهنده شرکت‌کنندگان مستقیم و غیرمستقیم در CIPS است، از طریق SWIFTRef منتشر شد و به‌صورت ماهانه به‌روزرسانی شد. این داده‌ها شامل کدهای BIC, LEI، کدهای بانکی ملی، داده‌های شماره حساب بانکی بین‌المللی، دستورالعمل‌های تسویه حساب، رتبه‌بندی‌های اعتباری، و عضویت مؤسسات مالی در زیرساخت‌های بازار پرداخت داخلی و فرامرزی می‌شود.
پس از راه‌اندازی فاز اول CIPS، عملکرد آن به تدریج بهبود یافت و به فاز دوم عملیات رسید.
در ۲۶ مارس ۲۰۱۸، فاز دوم CIPS به صورت آزمایشی با ۱۰ شرکت‌کننده مستقیم آغاز شد. در ۲ مه ۲۰۱۸، فاز دوم CIPS با شرکت‌کنندگان مستقیم واجد شرایط به‌طور کامل عملیاتی شد. در ۹ اکتبر، فاز دوم CIPS تسویه حساب بر اساس تحویل در مقابل پرداخت (DVP) را اجرا کرد و از تجارت اوراق قرضه از طریق Northbound Trading در Bond Connect پشتیبانی کرد که ریسک‌های تسویه را کاهش داد و کارایی معاملات اوراق قرضه فرامرزی را بهبود بخشید.
تا پایان سال ۲۰۱۹، CIPS دارای ۳۳ شرکت‌کننده مستقیم و ۹۰۳ شرکت‌کننده غیرمستقیم از ۹۴ کشور و منطقه بود که نسبت به سال ۲۰۱۵ به ترتیب ۷۴٪ و ۴۱۳٪ افزایش داشته است. از طریق این شرکت‌کنندگان مستقیم و غیرمستقیم، شبکه CIPS به بیش از ۳۰۰۰ مؤسسه بانکی در ۱۶۷ کشور و منطقه گسترش یافته است. تا پایان سال ۲۰۱۹، ۱۰۱۷ مؤسسه بانکی از ۵۹ کشور و منطقه متعلق به طرح BRI (شامل سرزمین اصلی چین، هنگ‌کنگ، ماکائو و تایوان) فعالیت خود را از طریق CIPS انجام داده‌اند.
در سال ۲۰۲۱، CIPS حدود ۸۰ تریلیون یوان (۱۲٫۶۸ تریلیون دلار) را پردازش کرد و حدود ۱۲۸۰ مؤسسه مالی در ۱۰۳ کشور و منطقه به این سیستم متصل شدند.
در سال ۲۰۲۲، CIPS حدود ۹۶٫۷ تریلیون یوان (۱۴٫۰۳ تریلیون دلار) پردازش کرد و حدود ۱۴۲۷ مؤسسه مالی در ۱۰۹ کشور و منطقه به این سیستم متصل شدند.
در سال ۲۰۲۳، CIPS ۶٫۶۱۳۳ میلیون تراکنش به ارزش ۱۲۳٫۰۶ تریلیون یوان (۱۷٫۰۹ تریلیون دلار) پردازش کرد که نسبت به سال قبل به ترتیب ۵۰٫۲۹٪ و ۲۷٫۲۷٪ افزایش داشته است. به صورت روزانه، این سیستم ۲۵٬۹۰۰ تراکنش به ارزش ۴۸۲٫۶۰۲ میلیارد یوان (۶۷٫۰۲۸ میلیارد دلار) پردازش کرده است.

## استانداردها
سامانه پرداخت بین‌بانکی فرامرزی (CIPS) برای بیش از ۸۰ درصد از تراکنش‌های خود به سرویس پیام‌رسانی سوئیفت (SWIFT) متکی است. CIPS از استاندارد صنعت سوئیفت برای نگارش پیام‌های مالی استفاده می‌کند. پیام‌هایی که مطابق با استانداردهای سوئیفت قالب‌بندی شده‌اند، می‌توانند توسط بسیاری از سیستم‌های پردازش مالی شناخته‌شده خوانده و پردازش شوند، چه پیام از طریق شبکه سوئیفت ارسال شده باشد یا خیر. سوئیفت با سازمان‌های بین‌المللی همکاری می‌کند تا استانداردهایی برای قالب و محتوای پیام تعریف کند. CIPS همچنین از مرجع ثبت‌نام (RA) برای استانداردهای زیر ISO تبعیت می‌کند:
- ایزو ۹۳۶۲: پیام‌های مخابراتی بانکی ۱۹۹۴—کدهای شناسه بانک
- ایزو ۱۰۳۸۳: ابزارهای مالی مرتبط با اوراق بهادار ۲۰۰۳ —کدهای شناسایی بازار (MIC)
- ایزو ۱۳۶۱۶: بانک اطلاعاتی IBAN سال ۲۰۰۳
- ایزو ۱۵۰۲۲: اوراق بهادار سال ۱۹۹۹ —طرح پیام‌ها (فرهنگ‌نامه فیلد داده) (جایگزین ایزو ۷۷۷۵)
- ایزو ۲۰۰۲۲-۱: سال ۲۰۰۴ و ایزو ۲۰۰۲۲-۲: سال ۲۰۰۷ خدمات مالی—طرح پیام صنعت مالی جهانی

در درخواست توضیح ۳۶۱۵ نشانگر "urn:swift:" به عنوان نام‌های یکنواخت منبع (URNها) برای سوئیفت FIN تعریف شده است.

## محصولات
وظیفه اصلی CIPS تسهیل پردازش کسب‌وکار فرامرزی یوان (RMB) و پشتیبانی از تسویه تجارت فرامرزی کالا و خدمات، سرمایه‌گذاری مستقیم فرامرزی، تأمین مالی فرامرزی و حواله‌های فردی فرامرزی است.

### اتصال‌دهنده CIPS
بر اساس طرح پیام ایزو ۲۰۰۲۲ و سازگار با استانداردهای فعلی CIPS, CIPS Connector به عنوان مولفه تبادل اطلاعات بین شرکت‌کنندگان مستقیم/غیرمستقیم CIPS و مشتریان نهادی آنها عمل می‌کند و حامل کاربردی استاندارد CIPS است.

#### عملکرد
- انتقال اعتباری مشتری
- انتقال مؤسسه مالی
- جستجو و پاسخ
- صورت‌حساب حساب
- خدمات ارزش‌افزوده اطلاعات
- سایر سناریوهای کاربردی

## شرکت‌کنندگان CIPS
شرکت‌کنندگان CIPS به دو دسته تقسیم می‌شوند: شرکت‌کنندگان مستقیم و شرکت‌کنندگان غیرمستقیم. شرکت‌کنندگان مستقیم در CIPS حساب باز می‌کنند و به‌طور مستقیم از طریق CIPS پیام‌ها را ارسال و دریافت می‌کنند، در حالی که شرکت‌کنندگان غیرمستقیم از طریق شرکت‌کنندگان مستقیم به خدمات CIPS دسترسی غیرمستقیم دارند.
تا ژوئیه ۲۰۲۴، CIPS دارای ۱۵۰ شرکت‌کننده مستقیم و ۱۴۰۱ شرکت‌کننده غیرمستقیم است. از میان شرکت‌کنندگان غیرمستقیم، ۱۰۴۷ شرکت‌کننده از آسیا (شامل ۵۶۵ شرکت‌کننده از سرزمین اصلی چین)، ۲۳۹ از اروپا، ۵۲ از آفریقا، ۲۴ از آمریکای شمالی، ۲۲ از اقیانوسیه و ۱۷ از آمریکای جنوبی هستند.
شرکت‌کنندگان CIPS در ۱۱۷ کشور و منطقه در سراسر جهان قرار دارند. فعالیت‌های CIPS بیش از ۴۷۰۰ مؤسسه بانکی را در ۱۸۴ کشور و منطقه در سراسر جهان پوشش می‌دهد.

## مالکیت
CIPS سهامداران چینی و بین‌المللی دارد. بانک خلق چین با ۱۶ درصد سهام بزرگ‌ترین سهامدار است. سایرین عبارتند از NAFMII، UnionPay، و بانک‌های بزرگ دولتی چین. سهامداران خارجی عبارتند ازHSBC، Standard Chartered، Bank of Eastern Asia، DBS Bank، Citigroup، ANZ Banking Group و BNP Paribas.

## پیامدهای جغرافیای اقتصادی
به گفته تیم بیل، یکی از دانشگاهیان، CIPS یکی از واکنش‌ها به تحریم‌های اعمال‌شده توسط ایالات متحده است که به گفته مفسران، به روند دلارزدایی کمک می‌کند.